# Relations entre l'Autriche et le Danemark
Les relations entre l'Autriche et le Danemark sont les relations bilatérales entretenues entre l'Autriche et le Danemark, deux États membresde l'Union européenne. Elles sont structurées par deux ambassades : l'ambassade d'Autriche à Copenhague et l'ambassade du Danemark à Vienne. Les deux pays sont aussi membres du Conseil de l'Europe, de l'Organisation de coopération et de développement économiques.

## Histoire

### Contexte
L'Autriche et le Danemark étaient alliés contre la Suède durant les guerres de 1643-1645 et de 1657-1660. L'archiduc d'Autriche était membre de l'ordre de l'Éléphant, le plus haut rang de chevalerie du Danemark.

### Question du Schleswig-Holstein

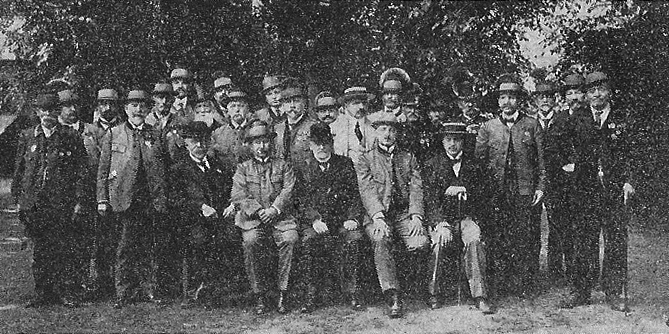
Vétérans autrichiens de la guerre des duchés de 1864 en 1914.

La guerre des Duchés fut le deuxième conflit militaire résultant de la question du Schleswig-Holstein. Elle a commencé le 1er février 1864, quand les forces prussiennes ont traversé la frontière vers le Schleswig.
Le Danemark combattit la Prusse et l'Autriche. À  l'instar de la Première guerre de Schleswig (1848-1851), elle reposait sur la question du contrôle des duchés du fait des disputes liées à la succession dans les duchés de Holstein et de Lauenbourg, alors que le roi danois est décédé sans héritier acceptable pour la Confédération allemande (loi salique). La principale controverse reposait sur l'adoption de la constitution de Novembre, qui intégra le duché de Schleswig dans le royaume du Danemark, violant le traité de Londres de 1852.
Les raisons de la guerre était une controverse ethnique dans le Schleswig et la coexistence de systèmes politiques conflictuels au sein de l’État danois unifié.
La guerre prit fin le 30 octobre 1864, quand le traité de Vienne causa la cession par le Danemark des duchés de Schleswig, Holstein et de Saxe-Lauenbourg à la Prusse et à l'Autriche. Il s'agit de la première victoire de l'empire d'Autriche/Autriche-Hongrie de son histoire lors d'un conflit.

### Établissement des relations diplomatiques modernes
Les relations diplomatiques ont été établies le 19 décembre 1925.
En 1927, un accord sur l'abolition des visas a été signé avec l'Allemagne à Berlin.

## Domaine de coopération

### Tourisme
301 449 Danois ont visité l'Autriche en 2007.

### Diaspora
806 citoyens d'origine danoise vivent en Autriche et 1 307 citoyens d'origine autrichienne vivent au Danemark.

## Visites officielles
Du fait que la reine du Danemark ne peut visiter un État étranger qu'une fois dans son règne, la reine Margrethe II a fait sa visite en Autriche en 1979. Le président fédéral Rudolf Kirchschläger s'est rendu au Danemark en 1985.

## Sources

## Compléments